# Стара Малішева
Стара Малішева (пол. Stara Maliszewa) — село в Польщі, у гміні Косув-Ляцький Соколовського повіту Мазовецького воєводства.
Населення — 104 особи (2011).
У 1975-1998 роках село належало до Седлецького воєводства.

## Демографія
Демографічна структура станом на 31 березня 2011 року:
|          | Загалом | Допрацездатний вік | Працездатний вік | Постпрацездатний вік |
| -------- | ------- | ------------------ | ---------------- | -------------------- |
| Чоловіки | 51      | 18                 | 26               | 7                    |
| Жінки    | 53      | 13                 | 27               | 13                   |
| Разом    | 104     | 31                 | 53               | 20                   |